# King of the mountain
King of the mountain is een single van singer-songwriter Kate Bush en dateert uit 2005. Het is de enige single van haar album Aerial.

## Achtergrond
De single werd in oktober van 2005 uitgegeven.
Het nummer verhaalt over Elvis Presley. Bush vraagt zich af of Presley nog leeft "looking like a happy man..." Tekstueel betreft het lied kritiek jegens de druk van roem en rijkdom. In een interview op BBC Four in 2005 zegt Bush: "I don't think human beings are really built to withstand that kind of fame." Het nummer werd geproduceerd door Kate Bush zelf. De hoes van de single bevat een tekening van de zoon van Bush, Bertie.
De B-kant van de single is een cover van Sexual healing van soulzanger  Marvin Gaye. Davy Spillane bespeelt de Uilleann pipes op dit nummer dat reeds was opgenomen in 1994.
De single werd een succes voor Bush. Het piekte op de 4e plaats in de UK Singles Chart en stond in de top 10 van een aantal andere landen. In Nederland behaalde het de 13e positie in de Single top 100.